# MOCS2
MOCS2‏ (Molybdenum cofactor synthesis 2) هوَ بروتين يُشَفر بواسطة جين MOCS2 في الإنسان.